# Pontasserchio
Pontasserchio (già Ponte a Serchio) è una frazione del comune italiano di San Giuliano Terme, nella provincia di Pisa, in Toscana.

## Storia
Il territorio di Pontasserchio fu luogo di una battaglia tra Firenze e Lucca contro Pisa nel 1256, che si concluse con la sconfitta pisana e la perdita da parte della città marinara di vari possedimenti, tra cui la rocca di Motrone a Marina di Pietrasanta. Nel 1262, tuttavia, i pisani riconquistarono Pontasserchio in virtù del potere ghibellino che aveva maggiore forza in quel periodo, anche se nel 1266, alla morte del re Manfredi, i guelfi di Lucca riuscirono a riprendersi Pontasserchio. Al centro di numerose battaglie tra XIII e XIV secolo, il borgo fu distrutto con l'abbattimento delle mura da parte di Pisa nel 1315 e nello stesso anno fu demolito anche il ponte sul Serchio da cui prendeva il nome:. Comunque nel 1315, come riporta Repetti, fu abbattuto il castello e non le mura. Perché in cosa consistesse il borgo è piuttosto nebuloso e comunque non sarebbe potuto essere cinto da mura. Sul tema del castello, della sua natura, funzione e collocazione sarebbe invece necessario riportare la disputa in corso tra gli storici che sostengono ipotesi discordanti. C'è chi sostiene che del castello facesse parte la torre di Poggio Rosaiolo, quella che oggi chiamiamo la Torre d'Avane (ipotesi sostenuta anche da Ceccarelli-Lemut) e chi invece lo colloca nei dintorni dell'attuale chiesa di Pontasserchio (Redi). Un primo progetto di ricostruzione del ponte sarà redatto solamente nel 1837 dall'ingegnere pisano Ferdinando Piazzini.
In epoca medievale, il borgo di Pontasserchio contava due chiese sedi di parrocchia: San Michele e San Filippo, entrambe sostituite successivamente da un unico edificio parrocchiale. Nel 1833 la frazione contava 979 abitanti.
Durante la seconda guerra mondiale, Pontasserchio subì una pesante occupazione da parte delle truppe tedesche a causa della presenza nella zona di varie bande partigiane. Addirittura il parroco del paese, don Otello Guerrazzi, annotava che «Non possiamo suonare più le campane, perché i tocchetti non abbiano ad essere interpretati come particolare intesa con i partigiani. Viviamo sotto questi incubi terribili giorno e notte».
Le forze alleate si presentarono a Pontasserchio la mattina del sabato 2 settembre 1944 arrivando dalla direttrice lungomonte di Cascina e avendo trascorso la notte precedente nell'avamposto di Pappiana. È infatti la 92nd Infantry Division (Buffalo Soldiers) a premere sul fronte del Serchio, ad avere scontri a fuoco e spingere verso Nord la 16 SS Panzergrenadier che fino ai giorni precedenti controllava la zona e nel frattempo, oltre a minare e distruggere per sempre Villa Prini, aveva anche demolito con cariche di tritolo il ponte ottocentesco sul Serchio di Pontasserchio.
Da rilevare la presenza in quei giorni in paese anche della FEB, Forca Espeditionaria Brasileira e della 100th Infantry, 42nd Division (Nisei) composta da discendenti di immigrati giapponesi in USA, che insieme al grosso delle forze alleate varcarono il Serchio quattro giorni dopo il loro a arrivo a Pontasserchio.
La frazione oggi ha superato i 2 600 abitanti e forma un'unica area urbana con le frazioni di Pappiana e San Martino a Ulmiano di circa 6 200 abitanti.

## Monumenti e luoghi d'interesse

### Architetture religiose

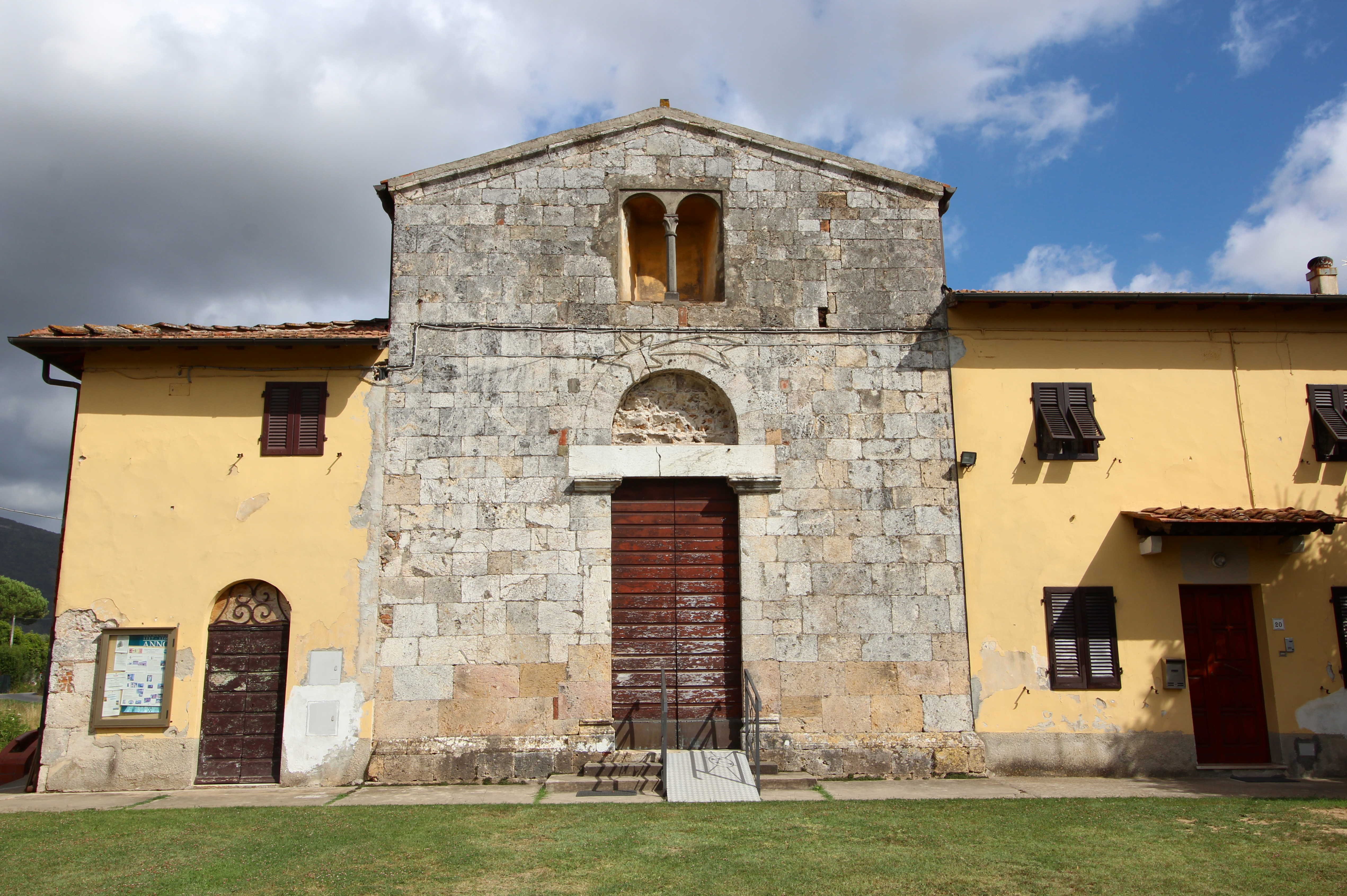
La chiesa di San Giovanni Evangelista

- Chiesa Pievania di San Michele Arcangelo, chiesa parrocchiale della frazione, è ricordata per la prima volta nel 1014, nella località di Vecchializia, come dipendente dalla pieve di Pugnano.[8] Divenne chiesa plebana nel 1623.[8] L'attuale edificio corrisponde tuttavia alla chiesa della Compagnia del Santissimo Crocifisso, dove fu spostato il titolo parrocchiale nel 1785 per volere dell'arcivescovo Angiolo Franceschi.[8] All'interno è conservata l'immagine sacra duecentesca del Santissimo Crocefisso del Miracolo, venerata ogni 28 aprile.

- Chiesa di San Giovanni Evangelista, chiesa parrocchiale situata nel rione Limiti, è nota sin dal 1046 con il titolo di San Pietro di Covinaia.[9] In passato dipendeva dalla pieve di Rigoli.[9] Risalente al XII secolo, porta il titolo della perduta parrocchiale di San Giovanni di Limiti crollata sul finire del XVIII secolo.[9] Il 13 dicembre viene ricordata Santa Lucia.

- Monastero di clausura delle suore benedettine, costruito tra il 1962 e il 1967 su progetto dell'architetto Giovanni Salghetti Drioli.

- Il Camposantino di Via Buozzi al cui interno è collocata una lapide che ricorda i cittadini morti nelle due grandi guerre mondiali. Ogni anno il 25 aprile un corteo, con in testa il Sindaco accompagnato dalla banda locale, percorre le vie del paese per deporre una corona nel piccolo cimitero.

### Villa Mazzarosa Prini Aulla
L'attuale Parco della Pace "Tiziano Terzani" è ciò che resta dell'imponente tenuta della villa della famiglia pisana Mazzarosa Prini Aulla, realizzata nella seconda metà del settecento.
Fu purtroppo minata dai tedeschi in ritirata durante la seconda guerra mondiale restando in piedi solo il corpo più a est. Il complesso rimase abbandonato fino agli anni 80, quando parte della proprietà venne acquistata dal comune di San Giuliano Terme per il passaggio della strada provinciale 30 del Lungomonte e per aprire il giardino della villa come parco pubblico.
Fanno parte del parco la fattoria (su cui è presente una interessante meridiana), la cappella, i due gazebi a pianta esagonale e le due limonaie. Sono inoltre presenti nel parco alcune sculture funerarie. I resti della villa giacciono sotto la collinetta al centro del parco e rimane sporgente solo un arco, apertura delle cantine.
Il Parco della Pace è stato usato in passato per il cinema all'aperto mentre tutto il perimetro della villa viene oggi usato tutti gli anni per l'Agrifiera, antica fiera del bestiame che richiama visitatori da tutta la provincia.
Ricerche recenti si sono dedicate alla genesi e alla storia di questo bene perduto a partire dalle vicende della famiglia Prini, proprietari e committenti del complesso. Della villa e degli annessi sono state valutare le qualità architettoniche e quelle delle sculture e decorazione che in fasi successive sono andate ad impreziosire il bel parco che la contornava. Si è poi approfondito quale fosse l’“orientamento” spaziale della villa prendendo come spunto e riferimento il frontone presente tutt’ora sul muro perimetrale che ha permesso di rinvenire una suggestiva relazione tra la villa e il complesso del Duomo di Pisa. Il frontone enfatizzava un allineamento lungo un asse prospettico destinato a creare una suggestiva scenografia paesaggistica che probabilmente i Prini offrivano ai propri ospiti dal finestrone a mezzogiorno del salone del piano nobile della villa. Una preziosa veduta che la dinamite tedesca e lo sviluppo urbanistico del secondo dopoguerra hanno cancellato per sempre.

## Società

### Istituzioni, enti e associazioni
La Pubblica Assistenza Società Riunite in Pisa è presente con una sezione della sua associazione, fornendo numerosi servizi alla cittadinanza.
La Croce Rossa Italiana (comitato locale di Pontasserchio) è presente con una sezione di soccorso e risponde alle richieste sanitarie dei cittadini

## Cultura

### Istruzione

#### Scuole
Il paese ospita la sede dell'Istituto scolastico comprensivo "Livia Gereschi" fra i più grandi della provincia, con uffici nella scuola media "Enrico Fermi" di Pontasserchio. L'istituto comprende i plessi di Pappiana, Metato, Orzignano, Madonna dell'Acqua, San Martino a Ulmiano, Molina di Quosa, Pugnano, Colognole, Sant'Andrea in Pescaiola. Nel paese sono presenti scuola dell'infanzia, scuola primaria e scuola secondaria di primo grado.

### Teatro

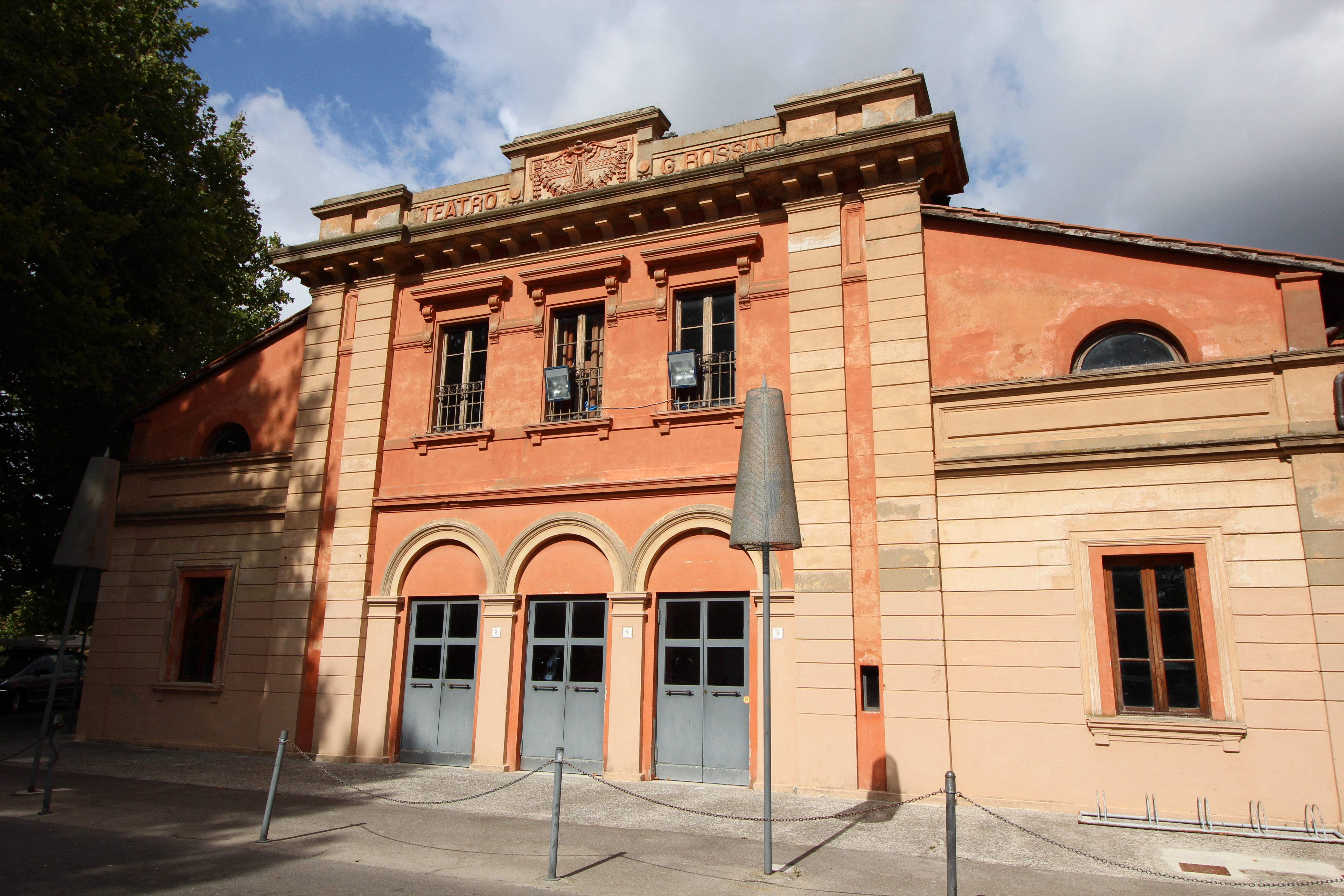
Il Teatro Rossini

A Pontasserchio si trova il principale teatro comunale il Teatro Rossini, sito in piazza Togliatti. Per anni è stato anche la sede della gloriosa Filarmonica Rossini, banda che ha partecipato ai più importanti eventi del paese e della provincia, ora confluita nella nuova banda comunale. È presente la compagnia locale "Teatranti per diletto" guidata dal regista Alessandro Giannerini e annovera attrici del teatro popolare come Marisa Vannini e Sonia Santoni. La compagnia si caratterizza per portare in scena le cosiddette commedie dell'equivoco.

### Cucina
Pontasserchio è nota per un tipico dolce di pasta frolla, la torta co' bischeri. La ricetta quasi segreta delle massaie del paese è composta da cioccolata fondente, riso molto cotto e bollente dove scioglie la cioccolata, pinoli di San Rossore, candido, uva passa. Il "solo" formato dal "pastone" come si dice in gergo viene adagiato nella teglia per contenere poi la cioccolata con tutti gli ingredienti. I bischeri sono le punte che vengono tagliate dal pastone e che circondano la circonferenza della torta.

### Eventi
Nel periodo di fine aprile, nell'ampio parco della Pace viene organizzata l'Agrifiera, l'antica fiera del bestiame nata nel 1889 al cui interno il 28 aprile veniva e viene tuttora festeggiato il Santissimo Crocifisso patrono del paese ed è anche manifestazione per pubblicizzare il mucco pisano; consacrata col nome attuale nel 1909 quando venne ampliata a tutta la zootecnia. È famosa anche per il settore florovivaistico. L'Agrifiera è ormai diventata un importante evento che attrae molti visitatori dalla provincia e oltre, con oltre 100 000 persone nell'edizione 2009.
Gli altri eventi organizzati nella frazione sono:
- Premio letterario nazionale "Scrittura Fresca" per racconti destinati ai ragazzi e ragazze organizzato dall'Associazione "Pontasserchio e dintorni". Nato da un'idea del concittadino Graziano Sbrana per promuovere il piacere della scrittura fra i giovani in collaborazione con le scuole della zona.

- Carnevale dei ragazzi. Per tre domeniche di seguito carri e maschere sono protagonisti nella Borgata di Via Vittorio Veneto e nel suo vasto parco della Pace. Ogni domenica il prestigioso premio la maschera d'oro e maschera d'argento.

- Gioco del Ponte di Pontasserchio. Ogni anno il 30 di Aprile rievocazione storica di un avvenimento del 1705; due squadre formate da giovani del paese residenti nei rioni con l'appellativo di "I sollevati Pont' a Serchio" (Borgata) e "I Risentiti di Vecchializia" si combatterono sul carrello costruito per l'occasione. Un lungo Corteo in costume per le vie del paese precede la sfida.

## Geografia antropica
Pontasserchio confina con le frazioni di Orzignano, Sant'Andrea in Pescaiola, Pappiana e San Martino a Ulmiano, formando con queste ultime due un'unica area urbana di oltre 6 000 abitanti sulla sponda sinistra del fiume Serchio.
Il centro abitato di Pontasserchio è suddiviso in quattro rioni: Borgata, il centro storico, Strada, la zona commerciale, Vecchializia, secondo nucleo storico, e Limiti, zona residenziale.

## Sport
La società calcistica della frazione, l'Unione Sportiva Pontasserchio, fu molto attiva negli anni quaranta disputando alcuni campionati di Prima Divisione e un campionato di serie C nel 1946-1947.
Ora è presente l'ASD Pontasserchio, le cui attività calcistiche sono svolte nel centro sportivo "Don Valerio Cei" nel rione Limiti e militante in Terza Categoria.
L'Associazione "Podistica Rossini" è presente alle migliori corse in Italia e all'estero.
Alla periferia di Pontasserchio, a Pappiana, è presente da anni la squadra di calcio che milita in seconda categoria.